# ワタナベヒョウ
豹（ヒョウ、1997年1月4日 - ）は、日本の男性プロレスラー。本名：渡邉 彪（わたなべ ひょう）。愛知県豊橋市出身。DRAGON GATE所属。血液型O型。

## 経歴
2015年4月、高校卒業後DRAGON GATE入門。同期はシュン・スカイウォーカー、Ben-K、吉岡勇紀。
2016年8月14日、DRAGON GATE神戸サンボーホール大会でワタナベヒョウとして吉野正人、T-Hawkとタッグを組んで対CIMA&石田凱士&山村武寛組戦でデビュー。
2018年8月7日、DRAGONGATE後楽園ホール大会でシュン・スカイウォーカー、吉岡有紀と共に望月成晃の門下に入る。望月道場結成。
2019年10月8日、DRAGONGATE後楽園ホール大会でR・E・Dに加入。
2019年10月12日、リングネームをH・Y・Oに改名。
2022年2月4日、DRAGONGATE後楽絵ホール大会でシュン・スカイウォーカーの加入とEita・石田凱士の追放により新体制となったR・E・DをZ-Bratsに改名。
2023年11月9日、DRAGONGATE後楽絵ホール大会でルイス・マンテvsZ-Brats（シュン&KAI&H・Y・O&ISHIN）の1vs4方式によるハンディキャップマッチの試合中にシュンへの裏切りのパウダー攻撃でマンテの勝利をアシストすると、試合後にZ-Brats脱退を表明しマンテと電撃合体。リングネームもH・Y・Oから豹に改名した。

## 得意技
猫魂
猫騙しで相手をひるませ、その隙に首固めを仕掛ける。
サムソンドライバー
高速サムソン・クラッチ。この技でISHINからブレイブゲート王座を奪取した。
バックドロップホールド
リストクラッチ式バックドロップホールド
大一番でのみ繰り出すフィニッシャー。この技で自身の憧れの存在であったドラゴン・キッドからも勝利を収めた。
ブラックパンサークラッチ
相手の右腕を自身の右脇あたり挟み、左手で相手の右足を持つ。横回転で相手は前転させながら、そのあと自らが左向きに180度回りさらに右足を相手の右足に引っ掛けて、腕もクラッチした状態で前回りしてフォールする技。
ダイビング・セントーン
その場飛び式やセカンドロープから、大一番ではトップロープから繰り出す。肉体改造後はセカンドロープで自身の鍛え抜かれた筋肉を誇示してから繰り出すダブルバイセップスセントーンも使用するようになった。
零点キック
膝立ちの相手に向かって走り込んで決めるゼロ戦キック。打撃でのフィニッシャー。
オルファ
相手をファイヤーマンズキャリーに抱え上げて相手の脚を振ってダイヤモンド・カッターに移行する技。TKOと同型。
サーブル
変形のキン肉バスター。若手時代のフィニッシャーで現在は全く使用されていない。
ペルシャ
スタナー
この技から上記のサムソンドライバーに繋げることが多い。
Hunting
旋回式ボディースラム
アナトリア
変形ミステリオラナ
ドロップキック
ミサイルキック
スワンダイブ式ミサイルキック
バミシリの輪
K-ness.の光の輪を模倣した技。

## タイトル歴
DRAGON GATE
- オープン・ザ・ブレイブゲート王座 （第45代、51代）
- オープン・ザ・ツインゲート王座（第55代）

パートナーはSB KENTo
- オープン・ザ・トライアングルゲート王座（第66代、73代、75代）

パートナーは吉田隆司&ディアマンテ→Eita&石田凱士